# Hugo Torres Jiménez
 (février 2022).
La mise en forme du texte ne suit pas les recommandations de Wikipédia : il faut le « wikifier ».
Les points d'amélioration suivants sont les cas les plus fréquents :
- Les titres sont pré-formatés par le logiciel. Ils ne sont ni en capitales, ni en gras.
- Le texte ne doit pas être écrit en capitales (les noms de famille non plus), ni en gras, ni en italique, ni en « petit »…
- Le gras n'est utilisé que pour surligner le titre de l'article dans l'introduction, une seule fois.
- L'italique est rarement utilisé : mots en langue étrangère, titres d'œuvres, noms de bateaux, etc.
- Les citations ne sont pas en italique mais en corps de texte normal. Elles sont entourées par des guillemets français : « et ».
- Les listes à puces sont à éviter, des paragraphes rédigés étant largement préférés. Les tableaux sont à réserver à la présentation de données structurées (résultats, etc.).
- Les appels de note de bas de page (petits chiffres en exposant, introduits par l'outil «  Source ») sont à placer entre la fin de phrase et le point final[comme ça].
- Les liens internes (vers d'autres articles de Wikipédia) sont à choisir avec parcimonie. Créez des liens vers des articles approfondissant le sujet. Les termes génériques sans rapport avec le sujet sont à éviter, ainsi que les répétitions de liens vers un même terme.
- Les liens externes sont à placer uniquement dans une section « Liens externes », à la fin de l'article. Ces liens sont à choisir avec parcimonie suivant les règles définies. Si un lien sert de source à l'article, son insertion dans le texte est à faire par les notes de bas de page.
- La présentation des références doit suivre les conventions bibliographiques. Il est recommandé d'utiliser les modèles {{Ouvrage}}, {{Chapitre}}, {{Article}}, {{Lien web}} et/ou {{Bibliographie}}. Le mode d'édition visuel peut mettre en forme automatiquement les références.
- Insérer une infobox (cadre d'informations à droite) n'est pas obligatoire pour parachever la mise en page.

Pour une aide détaillée, merci de consulter Aide:Wikification.
Si vous pensez que ces points ont été résolus, vous pouvez retirer ce bandeau et améliorer la mise en forme d'un autre article.
Hugo Torres Jiménez, né le 25 avril 1948 à Somoto et mort le 12 février 2022 à Managua, également connu sous le nom de Comandante Uno, est un militaire, politicien et poète nicaraguayen. Il était l'un des chefs militaires de la guérilla sandiniste pendant la révolution sociale qui, dans les années 1970, a renversé Anastasio Somoza Debayle. Il a été nommé général de l'armée nicaraguayenne, dont il était retraité depuis 1998. Il a ensuite participé activement à l'organisation politique d'opposition Unión Democrática Renovadora (es).
En tant que membre du Front sandiniste de libération nationale (FSLN), Torres Jiménez a été le seul guérillero à avoir participé à ses deux actions armées les plus importantes: la prise de la maison de José María «Chema» Castillo, en 1974, et du Palais National, en 1978 connue sous le nom d'Opération Chanchera. Dans les années 1980, il a été nommé commandant de la guérilla par le FSLN après le triomphe de la révolution et est passé au grade de colonel dans l'Ejército Popular Sandinista (EPS). Plus tard, il a été brigadier general dans l'armée nicaraguayenne, dont il a pris sa retraite en 1998. Après avoir quitté le FSLN, il a été vice-président du Sandinista Renovator Movement (MRS) et vice-président de l'Unión Democrática Renovadora (UNAMOS), une organisation politique qui regroupe plusieurs des anciens dirigeants sandinistes et d'autres forces sociales d'opposition au Nicaragua.

## Biographie
Il est né à Somoto près de la frontière Hondurienne, le 25 avril 1948. Fils de Cipriano Torres et d'Isabel Jiménez, son père était un télégraphiste qui était également membre en tant que lieutenant de la Garde nationale de Somoza. Quand il avait cinq ans, sa famille a déménagé à León. Pendant son séjour à León, il vivait à cinq maisons de Rigoberto López Pérez, l'homme qui a tué Anastasio Somoza García en 1956.
Il a étudié le droit à l'Universidad Nacional Autónoma de Nicaragua (es) et, comme beaucoup de gens de sa génération, c'est durant sa période d'études qu'il a radicalisé ses positions contre le régime de la famille Somoza. Il a rejoint le Front sandiniste de libération nationale en 1971 et a collaboré avec cette organisation dans le travail d'organisation politique dans les villes et les quartiers.
Lors d'une action militaire audacieuse appelée « Décembre vicieux » menée le 27 décembre 1974, des membres importants du cabinet de Somoza Debayle ont été pris en otage lors d'une fête chez José María Castillo Quant, ministre du gouvernement, décédé la nuit de l'attentat. Un groupe de 13 guérilleros appelé «Comando Juan José Quezada» a participé à l'opération, dont Torres Jiménez et trois autres qui sont devenus chefs des forces armées nicaraguayennes : Joaquín Cuadra, Javier Carrión et Omar Halleslevens. Avec Daniel Ortega, feu l'adjoint et secrétaire aux relations internationales des sandinistes, Jacinto Suárez, ainsi que Lenín Cerna et Manuel Rivas Vallecillo, qui devinrent plus tard les conseillers d'Ortega, ont été libérés.

## Arrestation
Torres a été arrêté le 13 juin 2021 par le régime sandiniste. Avant son arrestation, il a enregistré une vidéo émouvante où il racontait les arrestations d'autres opposants, celles-ci étaient « des griffes désespérées d'une dictature qui n'a aucune base légale lors des prochaines élections »,.

## Mort
Le 12 février 2022, sa famille a signalé son décès et il était hospitalisé à l'hôpital Carlos Roberto Huembes depuis octobre. Sa mort a été condamnée par le général à la retraite Humberto Ortega, frère du président Daniel Ortega, et par 27 pays affiliés à l'Organisation des États américains alléguant que la mort constituait une « douloureuse injustice »,. À la suite du décès, trois des détenus, Arturo Cruz Sequeira, Francisco Aguirre sortent et José Bernard Pallais Arana ont été placés en assignation à résidence.
Sa mort a été l'une des raisons pour lesquelles Arturo McFields et Paul Reichler ont démissionné, reniant Daniel Ortega,.